# Pa ti
Pa ti è un singolo della cantante italiana Baby K, pubblicato il 7 maggio 2021 come quarto estratto dal quarto album in studio Donna sulla Luna.

## Descrizione
Il brano ha visto la partecipazione del cantante spagnolo Omar Montes.

## Video musicale
Il video musicale, diretto da Andrea Folino, è stato reso disponibile il 12 maggio 2021 attraverso il canale YouTube della cantante.

## Tracce
Testi di Congorock, Mattia Zibelli e Baby K.
1. Pa ti (feat. Omar Montes) – 3:19

## Classifiche
| Classifica (2021) | Posizione massima |
| ----------------- | ----------------- |
| Italia            | 69                |